# Aromitalia 3T Vaiano
Aromitalia 3T Vaiano (UCI-code VAI) is een Italiaanse wielerploeg voor vrouwen, die vanaf 2010 deel uitmaakt van het peloton.
Naast veel Italiaanse rensters (zoals Marta Bastianelli, Simona Frapporti en Barbara Guarischi) reden er ook veel Oost-Europese rensters voor het team, zoals de Poolse Ewelina Szybiak, de Litouwse Rasa Leleivytė en Lija Laizāne uit Letland, maar ook Jessica Parra uit Colombia en Flávia Oliveira uit Brazilië.

## Teamleden

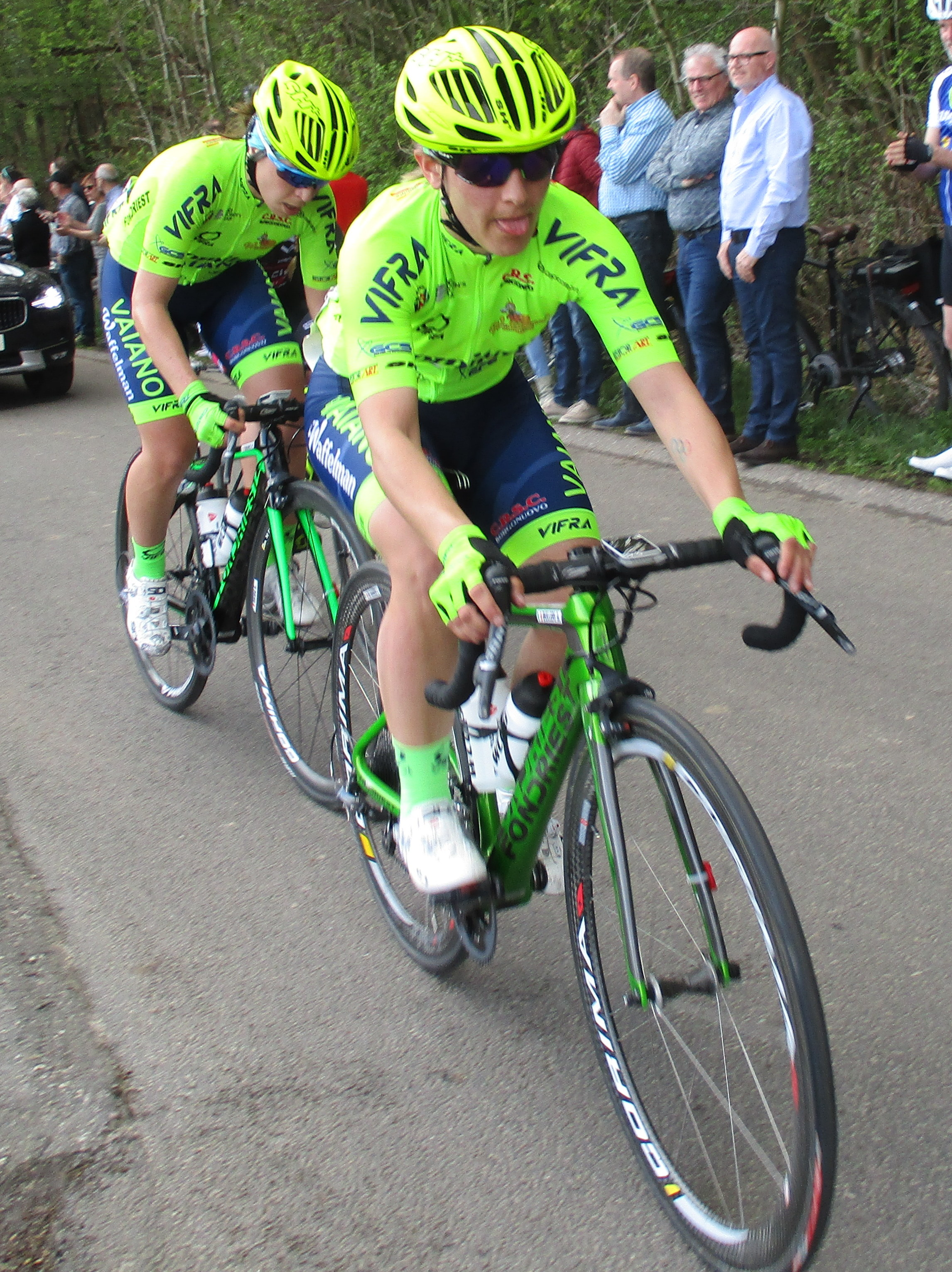
Twee rensters van Aromitalia Vaiano tijdens de beklimming van de Eyserbosweg in de Amstel Gold Race 2018.

### 2024
| Naam                   | Geboortedatum | Nationaliteit | Vorige ploeg                 |
| ---------------------- | ------------- | ------------- | ---------------------------- |
| Irene Affolati         | 03-05-2002    | Italië        | Team Mendelspeck             |
| Francesca Baroni       | 04-11-1999    | Italië        | Isolmant-Premac-Vittoria     |
| Fanny Bonini           | 09-06-2003    | Italië        | G.S. Gauss                   |
| Serena Brillante Romeo | 20-03-2004    | Italië        |                              |
| Romina Constantini     | 12-12-2004    | Italië        |                              |
| Milena Del Sarto       | 03-12-2002    | Italië        |                              |
| Rasa Leleivytė         | 22-07-1988    | Litouwen      | Safi-Pasta Zara              |
| Fabia Maramotti        | 23-07-1995    | Italië        |                              |
| Ainhoa Moreno          | 23-08-2004    | Spanje        | CAF TurnkeyEngineering       |
| Lara Scarselli         | 10-12-2002    | Italië        |                              |
| Serena Semoli          | 16-09-2004    | Italië        | Team Willer-Chiara Pierobon  |
| Elisa Tottolo          | 21-01-2005    | Italië        | U.C. Conscio Pedale del Sile |
| Valentina Zanzi        | 18-02-2005    | Italië        | BFT Burzoni                  |

### Bekende ex-rensters
- Marta Bastianelli (2015)
- Valentina Bastianelli (2011-2013)
- Sofia Beggin (2019)
- Letizia Borghesi (2019-2021)
- Simona Frapporti (2010)
- Barbara Guarischi (2013)
- Valentina Scandolara (2010, 2021-)
- Anna Trevisi (2012-2013)

- Olivija Baleišytė (2021)
- Heidi Dalton (2017-2018)
- Lija Laizāne (2014-2018)
- Flávia Oliveira (2011)
- Jessica Parra (2014-2016)
- Ewelina Szybiak (2014-2015)

## Overwinningen
2015
- 1e etappe Giro della Toscana, Marta Bastianelli

2018
- Giro dell'Emilia, Rasa Leleivytė

2019
- 4e etappe Giro Rosa, Letizia Borghesi

2023
- 2e etappe Ronde van Toscane, Rasa Leleivytė

2024
- 1e etappe Ronde van Toscane, Rasa Leleivytė
- 3e etappe Ronde van Toscane, Rasa Leleivytė

## Kampioenschappen
2010
- Litouws kampioen tijdrijden, Kataržina Sosna

2011
- Litouws kampioen op de weg, Rasa Leleivytė

2014
- Colombiaans kampioen tijdrijden, Sérika Guluma

2015
- Lets kampioen tijdrijden, Lija Laizāne
- Lets kampioen op de weg, Lija Laizāne

2016
- Pan Amerikaans kampioen tijdrijden, Sérika Guluma

2018
- Lets kampioen tijdrijden, Lija Laizāne
- Lets kampioen op de weg, Lija Laizāne
- Litouws kampioen op de weg, Rasa Leleivytė

2021
- Litouws kampioen op de weg, Inga Češulienė
- Litouws kampioen tijdrijden, Inga Češulienė

2022
- Litouws kampioen op de weg, Inga Češulienė
- Litouws kampioen tijdrijden, Inga Češulienė